# Inglês transatlântico
Inglês transatlântico ou mesoatlântico (Mid-Atlantic English) designa uma variedade da língua inglesa que combina aspetos fonéticos próprios dos dialetos americanos e britânicos, e em particular, da pronúncia adquirida. Deste modo, não é uma variedade vernacular da língua inglesa, mas sim um conjunto determinado de padrões da fala adotado por certos setores da sociedade e usado principalmente durante os primórdios da rádio e teledifusão, na década de 1920. Sofreu um declínio acentuado no seu uso após a Segunda Guerra Mundial.
Possui semelhanças com o Canadian Dainty, e com as variedades cultivadas do inglês faladas no hemisfério sul. 